# Stob Coire a’ Chàirn
Stob Coire a’ Chàirn es una montaña escocesa situada en la cordillera de los Mamores, a 3.5 kilómetros al norte de Kinlochleven. La montaña alcanza una altiyud de 981 metros y se considera uno de los picos más modestos de los diez Munros de los Mamores. De hecho, durante muchos años no apareció nombrada en los mapas del Ordnance Survey. A pesar de ello, está situada en un punto central del grupo, con tres crestas que irradian hacia otros Munros El nombre de la montaña se traduce del gaélico como «Pico del circo del mojón».
Pese a su estatus como Munro, Stob Coire a’ Chàirn es probablemente más conocida por formar parte del Ring of Steall, considerada una de las mejores rutas de crestas de Escocia, que también incluye los Munros de An Gearanach, Am Bodach y Sgurr a' Mhàim.

## Geografía
Stob Coire a’ Chàirn tiene tres crestas principales: la norte conecta con An Gearanach, la sureste con Na Gruagaichean y la suroeste con Am Bodach. En la ladera sur de la montaña se encuentra la amplia extensión del Coire na Ba, que es drenada por el Allt Coire na Ba, el cual fluye hacia el sur para unirse al río Leven en Kinlochleven. Coire na Ba cuenta con un excelente y bien trazado sendero de cazadores que ofrece un acceso fácil a la cresta de los Mamores desde el sur.

## Ascenso
El ascenso directo de Stob Coire a’ Chàirn comienza en Kinlochleven y utiliza el sendero mencionado a través del Coire na Ba para alcanzar la cresta este de la montaña, la cual se sigue hasta la cima. Debido a su posición central en los Mamores, Stob Coire a’ Chàirn suele ascenderse junto con otros Munros del grupo, siendo posibles muchas combinaciones. La cima de la montaña está marcada por un tosco montón de piedras, y las vistas desde la cima ofrecen una buena panorámica de Glen Coe y sus montañas.